# Nhĩ Chu Hoàng hậu (Bắc Ngụy Tiết Mẫn Đế)
Nhĩ Chu Hoàng hậu (chữ Hán: 爾朱皇后), không rõ tên thật, là Hoàng hậu của Bắc Ngụy Tiết Mẫn Đế Nguyên Cung trong lịch sử Trung Quốc.

## Tiểu sử
Khá ít thông tin về vị hoàng hậu này. Phụ thân của bà là Nhĩ Chu Triệu, cháu trai của Nhĩ Chu Vinh.
Năm 530, Hiếu Trang Đế lo sợ rằng Nhĩ Chu Vinh sẽ đoạt ngôi nên đã ám sát vị tướng này. Các thành viên trong gia tộc Nhĩ Chu đã nổi loạn và lập một cháu trai của Bắc Hương công chúa (chính thất của Nhĩ Chu Vinh) là Trường Quảng vương Nguyên Diệp làm hoàng đế. Khoảng tết năm 531, cháu trai của Nhĩ Chu Vinh là Nhĩ Chu Triệu (爾朱兆) đã chiếm được Lạc Dương và bắt giữ Hiếu Trang Đế rồi giết chết. Nguyên Diệp được đưa đến Lạc Dương để chính thức đăng cơ. Tuy nhiên, cháu trai của Nhĩ Chu Vinh là Nhĩ Chu Thế Long (爾朱世隆) cảm thấy không thuận lợi khi để một người họ hàng xa với các hoàng đế gần trước nhất như Nguyên Diệp lên ngôi, và muốn tìm một hoàng đế thuộc một nhánh gần với nhánh chính hơn. Một người cháu khác của Nhĩ Chu Vinh là Nhĩ Chu Thiên Quang (爾朱天光) đã đề xuất Nguyên Cung. Nhĩ Chu Thế Long cử em trai là Nhĩ Chu Ngạn Bá (爾朱彥伯) đến chỗ Nguyên Cung để buộc ông phải chấp thuận và cũng để biết chắc chắc rằng ông có thể nói được, Nguyên Cung đã chấp thuận, và Nhĩ Chu Thế Long đã buộc Nguyên Diệp phải nhường ngôi khi đến Lạc Dương. Nguyên Cung sau ba lần từ chối việc Nguyên Diệp nhường ngôi (theo thủ tục), đã nhận lời và trở thành Bắc Ngụy Tiết Mẫn Đế.
Đến mùa xuân năm 532, Nhĩ Chu Thế Long muốn chấm dứt các bất đồng trong nội bộ gia tộc Nhĩ Chu nên đã yêu cầu Tiết Mẫn Đế kết hôn với bà. Và bà được lập làm Hoàng hậu.
Sau đó một thời gian, tướng Cao Hoan đánh bại gia tộc Nhĩ Chu, Tiết Mẫn Đế bị giam giữ và bị buộc phải nhường ngôi lại cho Bình Dương vương Nguyên Tu lên ngôi, tức Bắc Ngụy Hiếu Vũ Đế. Khoảng 10 ngày sau khi Hiếu Vũ Đế lên ngôi, ông ta đã cử người đến hạ độc giết chết Tiết Mẫn Đế.
Cha bà, Nhĩ Chu Triệu, đã tự sát sau khi Cao Hoan đánh bại năm 533. Không còn ghi chép lịch sử nào về Nhĩ Chu Hoàng hậu.